# 阿卜杜勒·哈利姆·哈达姆
阿卜杜勒·哈利姆·哈达姆（阿拉伯语：‎；1932年9月15日—2020年3月31日），叙利亚政治家，曾任叙利亚代理总统、副總統、外交部長等職。

## 生平
阿卜杜勒·哈利姆·哈达姆于1984年至2005年期间担任叙利亚副总统兼驻黎巴嫩“高级专员”。他长期以来一直是哈菲兹·阿萨德的忠实支持者，在叙利亚政府中担任逊尼派的最高职位。
2005年，他因抗议哈菲兹之子巴沙尔·阿萨德对黎巴嫩的政策，辞职离开叙利亚，並於2006年脫黨成立反對派政黨叙利亚救国阵线。2008年，他被叙利亚军事法庭缺席判处终身监禁并剥夺公民权。
在此后的叙利亚内战中，他与许多叛逃的叙利亚高级将领保持密切联系，支持他们推翻阿萨德政权。
2020年3月31日，他因心脏病在法国巴黎去世，享年87岁。